# Praemastus albipuncta
Praemastus albipuncta är en fjärilsart som beskrevs av George Francis Hampson 1901. Praemastus albipuncta ingår i släktet Praemastus och familjen björnspinnare. Inga underarter finns listade i Catalogue of Life.